# 1. division (Eishockey) 1963/64
Die Saison 1963/64 war die siebte Spielzeit der 1. division, der höchsten dänischen Eishockeyspielklasse. Meister wurde zum insgesamt fünften Mal in der Vereinsgeschichte der KSF Kopenhagen.

## Modus
In der Hauptrunde absolvierte jede der fünf Mannschaften insgesamt acht Spiele. Der Erstplatzierte der Hauptrunde wurde Meister. Für einen Sieg erhielt jede Mannschaft zwei Punkte, bei einem Unentschieden gab es einen Punkt und bei einer Niederlage null Punkte.

## Hauptrunde

### Tabelle
|    | Klub                              | Sp | S | U | N | T  | GT | Punkte |
| -- | --------------------------------- | -- | - | - | - | -- | -- | ------ |
| 1. | KSF Kopenhagen                    | 8  | 6 | 1 | 1 | 45 | 17 | 13     |
| 2. | Rungsted IK                       | 8  | 5 | 1 | 2 | 50 | 20 | 11     |
| 3. | Esbjerg IK                        | 8  | 5 | 1 | 2 | 42 | 27 | 11     |
| 4. | Gladsaxe SF                       | 8  | 1 | 1 | 6 | 20 | 54 | 3      |
| 5. | Universitetes Studenter Gymnastik | 8  | 1 | 0 | 7 | 23 | 62 | 2      |

Sp = Spiele, S = Siege, U = unentschieden, N = Niederlagen